# Dolophilodes flaviventris
Dolophilodes flaviventris är en nattsländeart som beskrevs av Douglas E. Kimmins 1955. Dolophilodes flaviventris ingår i släktet Dolophilodes och familjen stengömmenattsländor. Inga underarter finns listade i Catalogue of Life.